# Helinho
Hélio Júnio Nunes de Castro of Helinho (Sertãozinho, 25 april 2000) is een Braziliaans voetballer die doorgaans als aanvaller speelt. Hij stroomde in 2018 door vanuit de jeugd van São Paulo.

## Clubcarrière
Helinho begon in 2012 met voetballen bij São Paulo. Op 3 mei 2018 werd zijn contract met vijf seizoenen verlengd. In april 2018 werd hij voor het eerst opgeroepen voor een wedstrijd van de eerste ploeg. Op 4 november 2018 debuteerde de Braziliaan in de Braziliaanse Série A tegen CR Flamengo.

## Interlandcarrière
Helinho speelde drie interlands voor Brazilië –17.